# 评论家选择电影奖
评论家选择电影奖（英語：Critics' Choice Movie Awards），前稱為廣播影評人協會獎（Broadcast Film Critics Association Award），是现在北美地区规模最大的专业影評机构廣播影評人協會颁发的奖项，由美國與加拿大的近二百家电视台、电台联合宣传直播，亦是奥斯卡和金球奖之后第三个向全北美地区电视直播颁奖典礼的专业电影奖项。

## 奖项
- 最佳動作電影 (自从2009年)
- 最佳整體演出 (自从2001年)
- 最佳男主角 (自从1995年)
- 最佳女主角 (自从1995年)
- 最佳动作片男主角（英语：Critics' Choice Movie Award for Best Actor in an Action Movie） (2012–16年)
- 最佳动作片女主角（英语：Critics' Choice Movie Award for Best Actress in an Action Movie） (2012–16年)
- 最佳喜劇男主角 (2012–19年)
- 最佳喜劇女主角 (2012–19年)
- 最佳動畫 (自从1998年)
- 最佳美術指導 (自从2009年)
- 最佳攝影 (自从2009年)
- 最佳喜劇電影 (自从2005年)
- 最佳服裝設計 (自从2009年)
- 最佳導演 (自从1995年)
- 最佳纪录长片（英语：Critics' Choice Movie Award for Best Documentary Feature） (自从1995年)
- 最佳剪接 (自从2009年)
- 最佳家庭电影（英语：Broadcast Film Critics Association Award for Best Family Film） (1997–2007年)
- 最佳外語片 (自从1995年)
- 最佳化妝與髮型設計 (自从2009年)
- 最佳電影 (自从1995年)
- 最佳科幻/恐怖電影 (自从2012年)
- 最佳電影配樂 (自从1999年)
- 最佳劇本 (自从1995年)
- 最佳電影原創歌曲 (自从1998年)
- 最佳音效（英语：Critics' Choice Movie Award for Best Sound） (2009–2011年)
- 最佳男配角 (自从1995年)
- 最佳女配角 (自从1995年)
- 最佳視覺效果 (自从2009年)
- 最佳年輕演員 (自从1996年)